# Uniqa Österreich
Uniqa Österreich (Eigenschreibweise: UNIQA Österreich Versicherungen AG) ist ein österreichisches Versicherungsunternehmen und Teil der Uniqa Insurance Group mit Sitz im Uniqa Tower in Wien.

## Uniqa Österreich Versicherungen AG
Die 6.000 Mitarbeiter von Uniqa Österreich betreuen 3,7 Millionen Kunden. Uniqa Österreich erreichte 2023 einen Marktanteil von 21 Prozent und ist das größte Unternehmen unter den mehr als 50 in Österreich tätigen Versicherern sowie laut Versicherungsverband Österreich die bekannteste heimische Versicherungsmarke. Im Jahr 2016 wurden die Salzburger-Landesversicherung, die Finance Life und die Raiffeisen Versicherung in die Uniqa Österreich als aufnehmende Gesellschaft fusioniert.
Vorstandsvorsitzender der Uniqa Österreich war von 2011 bis Dezember 2017 Hartwig Löger, im Dezember 2017 folgte ihm Kurt Svoboda in dieser Funktion nach, seit Jänner 2020 hat Andreas Brandstetter diese Funktion inne.

## Leistungsspektrum
Die Uniqa Österreich Versicherungen AG betreibt alle Sparten der Personen- und Sach-Versicherung. Die Gesellschaft vertreibt die Produkte über den konzerneigenen Ausschließlichkeitsvertrieb sowie über Makler und Generalagenturen. Mit Marktanteilen von rund 28 % in der Unfallversicherung, 16 % in der Schadenversicherung bzw. 44 Prozent in der Krankenversicherung war Uniqa Österreich im Jahr 2023 Marktführer im Land und mit 17 % an zweiter Stelle in der Lebensversicherung.

## Sponsoring
Uniqa Österreich hat aktuell und hatte in der Vergangenheit einige ehemalige österreichische Spitzensportler als Testimonial unter Vertrag:
- Matthias Mayer[10]
- Benjamin Raich[11]
- Marlies Schild[12]
- Marco Schwarz[13]
- Stephan Eberharter[14]